# 왕항
왕항(王伉, ? ~ ?)은 중국 삼국 시대 촉나라의 정치인이다. 익주 촉군 사람이다. 반군으로 인해 고립된 상황에서도 몇 년을 버텨 영창을 지켜냈다.

## 생애
영창군 부승(永昌郡府丞)으로 재직하였다. 220년(건안 25년) 익주군(益州郡) 유지 옹개가 익주군을 점거하고 오나라에 귀순하여 손권으로부터 영창태수로 임명되었다. 영창군은 익주군의 서쪽이기에 촉나라와의 길이 끊겼다. 그럼에도 오관연공조(五官掾功曹) 여개와 함께 경계를 폐쇄하고 옹개를 막았다. 223년(건흥 원년) 월수군(越巂郡)에서 이민족인 고정까지 봉기하면서 그 핍박이 더욱 심해졌지만 버텨냈다. 225년 마침내 제갈량이 남방을 평정한 후 표를 올려 그 공을 칭찬하였다. 정후(亭侯)에 봉해지고 영창태수를 지냈다.

## 삼국지연의
사서가 아닌 소설 《삼국지연의》에서는 영창태수로 등장한다는 것만이 다를 뿐 정사와 대체로 비슷하다.

## 참고 문헌
- 《삼국지》43권 촉서 제13 여개